# Germaine Greer
Germaine Greer (Melbourne, 29 gennaio 1939) è una scrittrice, giornalista e anglista australiana, considerata da molti una delle maggiori voci del femminismo del XX secolo.

## Biografia
Docente di letteratura inglese all'Università di Warwick in Inghilterra, ha raggiunto una vasta notorietà con la pubblicazione del saggio L'eunuco femmina, edito nel 1970 e divenuto un bestseller internazionale, accolto da critiche sia positive che negative. L'eunuco femmina rimane ancora oggi un libro importante nella letteratura femminista perché, pur non proponendo nuovi spunti di elaborazione teorica, fornisce una ricchissima varietà di fonti letterarie e storiche, che documentano quanto le donne siano state "castrate" come individui, avvalorando la tesi di fondo del libro che è quella della necessaria liberazione sessuale e individuale delle donne.
Germaine Greer afferma che la liberazione delle donne significa abbracciare le differenze di genere in modo positivo - lottare per la libertà delle donne di definire i propri valori, fare ordine fra le proprie priorità e determinare il proprio destino. Una "liberazione" delle donne da non confondersi con "l'uguaglianza" con gli uomini: al contrario, la Greer vede l'uguaglianza come mera assimilazione e "adeguamento" a vivere la vita di "uomini non liberi".

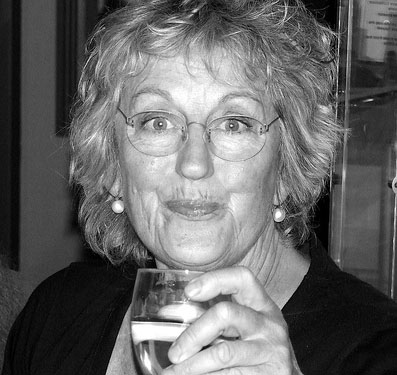
Germaine Greer nel 2006

Da allora le sue idee sono sempre state oggetto di controversie. In particolare Germaine Greer rivendica il diritto delle donne a riappropriarsi del corpo: schiave di una società consumistica, le donne sono diventate vittime del loro stesso corpo, afferma la Greer, che pone in discussione l'intero sistema di valutazione del corpo femminile, finora analizzato da voci maschili. La schiavitù della donna è un'arma a doppio taglio, che coinvolge anche l'uomo, costretto in un ruolo opprimente di machismo.
Tra le sue opere anche Il ragazzo , nel quale l'autrice presentava come oggetti del desiderio femminile giovani ragazzi seminudi, fatto che ha suscitato accuse di pedofilia.
Si professa atea e anarchica.

## Opere parziali
- Shakespeare, Oxford, Oxford University Press, 1986
- The boy, Londra, Thames & Hudson, 2003
- The female eunuch, New York, McGraw-Hill, 1971
  - L'eunuco femmina, Bompiani, 1979
- The whole woman, New York, Anchor books, 2000
- Sex and destiny : the politics of human fertility, Londra, Secker & Warburg, 1985
- Whitefella jump up : the shortest way to nationhood, Londra, Profile, 2004
- The Boy. Londra, Thames & Hudson, 2003
  - Il ragazzo, Genova, L'Ippocampo, 2004
- Slip-shod sibyls : recognition, rejection and the woman poet, Londra, Viking, 1995
- The madwoman's underclothes : essays and occasional writings, 1968-85, Londra, Picador, 1987